# Christian Krieger
Christian Krieger (født 14. oktober 1809 i København, død 5. april 1849 på Egernførde Fjord) var en dansk søofficer der omkom ved Slaget i Egernførde Fjord den 5. april 1849. Han har lagt navn til Kriegers Flak i Østersøen.

## Levned
Christian Krieger var søn af Dorothea Sara Marie Meincke og admiral Johan Cornelius Krieger.
Han blev søkadet i 1821, siden sekondløjtnant i 1826, premierløjtnant i 1831 og kaptajnløjtnant i 1842.
I 1848 blev han slået til ridder af Dannebrog og 1849 næstkommanderende på skibet Christian den Ottende. Skibet var involveret i slaget ved Eckernførde og efter at skibet var blev skadet og havde strøget flaget forlod kaptajnen skibet og efterlod Krieger med kommandoen. Krieger var ansvarlig for evakueringen af skibet, men før den var fuldført sprang skibet i luften og Krieger omkom.
Christian Krieger blev begravet i Egernførde den 26. april, men siden flyttet til Holmens Kirkegård i København.